# Luigi Alfano
Luigi Alfano (Palma Campania, 6 febbraio 1958) è un allenatore di calcio ed ex calciatore italiano, di ruolo difensore.

## Caratteristiche tecniche

### Giocatore
Era un difensore centrale.

## Carriera

### Giocatore
Nella stagione 1971-1972 gioca nelle giovanili della Palmese; in seguito, dopo essersi trasferito in Francia, milita fino al 1978 nel settore giovanile dell'AS Saint-Cyr; nel 1978 passa al Tolone, formazione della seconda divisione francese, con la quale fa il suo esordio tra i professionisti; gioca in questa categoria per tre stagioni consecutive, l'ultima delle quali terminata con una retrocessione in Division 3, la terza serie francese, alla cui vittoria nella stagione 1980-1981 Alfano contribuisce segnando 8 reti in 27 presenze.
Dopo un'ulteriore stagione in seconda divisione, nella stagione 1982-1983 il Tolone vince il campionato di Division 2, venendo quindi promosso nella prima divisione francese; nella stagione 1983-1984 Alfano fa il suo esordio in massima serie, campionato nel quale contribuisce alla salvezza della sua squadra realizzando 2 reti in 33 presenze; in questa stagione, il Tolone si qualifica anche per la semifinale di Coppa di Francia, che perde contro il Monaco. Nella stagione seguente Alfano segna 2 gol in 34 presenze, ed il Tolone chiude il campionato al sesto posto in classifica, ad un punto dalla qualificazione alla Coppa UEFA; nel campionato successivo gioca 33 partite senza mai segnare, mentre nella stagione 1986-1987 disputa altri 33 incontri di prima divisione, nei quali segna un ulteriore rete.
Anche nella stagione 1987-1988, nella quale il Tolone arriva quinto in classifica a quattro punti dal terzo posto (che gli avrebbe consentito di qualificarsi in Coppa UEFA), Alfano è tra i titolari della squadra: in questa annata gioca infatti 27 partite, nelle quali mette a segno 2 gol. Nel campionato seguente segna 2 gol in 29 partite giocate, mentre nella stagione 1989-1990 segna una rete in 20 partite disputate.
In carriera ha giocato in totale 230 partite nella prima divisione francese, nelle quali ha segnato 10 reti; ha inoltre giocato 126 partite e segnato 19 reti in seconda divisione. In totale, comprendendo anche 27 presenze ed 8 reti in terza divisione e 37 presenze e 4 reti in Coppa di Francia, ha quindi giocato complessivamente 420 partite e segnato 41 gol con la maglia del Tolone.

### Allenatore
Inizia ad allenare sempre nel Tolone, che dal 1993 al 1995 guida nella seconda divisione francese; nella stagione 1995-1996 vince il Championnat National (terza divisione) sempre con la squadra gialloblu, che poi allena anche nella prima parte della stagione 1996-1997 (fino al 24 novembre 1996); per il resto della stagione 1996-1997 e per l'intera stagione 1997-1998 allena invece la squadra riserve del Tolone, impegnata nella sesta divisione francese. Nella stagione 1998-1999 torna per un breve periodo ad allenare il Tolone, come allenatore ad interim: siede in panchina per una sola partita, in Coppa di Francia.
Nell'estate del 1999 diventa allenatore dell'AS Saint-Cyr, sua vecchia squadra a livello giovanile, nella quale allena per tre stagioni consecutive, le prime due in sesta divisione e la terza in settima divisione. Nell'estate del 2003 si accasa invece al La Valette, un'altra formazione dilettantistica francese, con la quale allena per tre stagioni consecutive nella Division Honneur Méditerranée (sesta serie francese), campionato che nella stagione 2005-2006 vince, ottenendo così la promozione in Championnat de France amateur 2, la quinta divisione francese, nella quale sempre con il La Valette conquista per cinque annate consecutive la salvezza.
Dal 2011 al 2013 allena nuovamente il Tolone, finito già da alcuni anni a causa di gravi problemi finanziari nella sesta divisione francese, mentre dal 2013 al 2015 torna alla guida della squadra riserve gialloblu. Nell'estate del 2015 torna in prima squadra, nel frattempo risalita in quinta divisione, ma come vice; con questo ruolo nella stagione 2015-2016 vince il Championnat de France amateur 2, ottenendo la promozione nel Championnat de France amateur, la quarta divisione francese.

## Palmarès

### Giocatore

#### Competizioni nazionali
- Division 3: 1

Tolone: 1980-1981
- Campionato francese di seconda divisione: 1

Tolone: 1982-1983

### Allenatore

#### Competizioni nazionali
- Championnat National: 1

Tolone: 1995-1996

#### Competizioni regionali
- Division Honneur Méditerranée: 1

La Valette: 2005-2006